# Luis Araya
Luis Fernando Araya (* 21. Juni 1921 in Paine; † 1. Juli 2020) war ein chilenischer Fußballspieler. Der Torwart gewann drei Mal die chilenische Meisterschaft.

## Karriere
Luis Araya kam 1937 in die Jugend des CSD Colo-Colo und schaffte 1940 den Sprung in die Profimannschaft. Der Torwart wurde 1941 in der zweiten Saisonhälfte an den Santiago National FC ausgeliehen. Mit Colo-Colo gewann Araya die drei Meistertitel 1941, 1944 und 1947.

## Erfolge
Colo-Colo
- Chilenischer Meister: 1941, 1944, 1947
- Campeonato de Campeones de Chile: 1945